# NGC 6824
NGC 6824 је спирална галаксија у сазвежђу Лабуд која се налази на NGC листи објеката дубоког неба.
Деклинација објекта је + 56° 6' 32" а ректасцензија 19h 43m 40,5s. Привидна величина (магнитуда) објекта NGC 6824 износи 12,2 а фотографска магнитуда 13,0. NGC 6824 је још познат и под ознакама UGC 11470, MCG 9-32-12, CGCG 281-8, IRAS 19426+5559, PGC 63575.